# Еми Барух
Еми Барух е българска журналистка, сценаристка, преводачка, редакторка и общественичка.

## Биография и творчество
Еми Барух е родена през 1952 г. в София, в семейството на адвоката Фидел Барух. Учи във френската гимназия в София. В гимназията издава ученическия вестник „Ератикус“. Там през 1968 г. се сблъсква с цензурата на комунистическия режим, след като пише във вестника, че пражките събития от същата година са „безобразие“. Директорът опитва да изземе вече разпространените броеве, а тя е предложена за изключване. В протест срещу действията на училищното ръководство тя организира рецитал на вече инкриминираните „Люти чушки“ на Радой Ралин.
Получава магистърска степен по журналистика от Софийски университет „Св. Климент Охридски“. Впоследствие има специализации в областта на културното многообразие (Jewish Studies – CEU Budapest, 1996, El Mundo prehispánico – UNAM – Mexico, 2001).
След дипломирането си работи като журналист. В периода 1989 – 2013 г. е колумнист коментатор към българска секция на „Дойче веле“. Заради критични публикации спрямо банкера Цветан Василев временно е отстранена от медията. В периода 1990 – 1994 г. е пресаташе и културно аташе в българското посолство в Брюксел. През 2002 г. е президент и генерален комисар на Национален комитет за фестивала „Европалия – България 2002“. В периода 2004 – 2007 г. е главен редактор на списание „Едно“. През 2007 г. е куратор на първата изложба на открито „Земята отгоре“ на френския фотограф Ян Артюс-Бертран, а в периода 2008 – 2009 г. е комисар на първата представителна изложба на Пабло Пикасо в България – „Аз не търся. Аз намирам“. В периода 2008 – 2014 г. е сътрудник на Фондация „ФотоФабрика“, организатор на ежегоден фестивал за репортажната и художествена фотография в София, а от 2014 г. е негов организатор.
От 1999 г. прави преводи на художествена литература от френски и испански. Сред преводите ѝ са: Естер Бенбаса и Арон Родриг („История на сефарадските евреи. От Толедо до Солун“), Жанн Лафон („Бялата покривка“), Исабел Алиенде („Градът на зверовете“ и „Гората на пигмеите“), Педро Хуан Гутиерес („Мръсна хаванска трилогия“, „Кралят на Хвана“, „Тропическо животно“, „Фабиан и хаосът“), Сенел Пас („Ягода и шоколад“), Уенди Гера („Всички си тръгват“), Луис Басат („Креативността“).
Авторка е на публицистични книги и на сценарии за филми.
Еми Барух живее със семейството си в София.

## Произведения

### Преводи
- Бялата покривка – от Жанн Лафон (1999)[1]
- Фабиан и хаосът – от Педро Хуан Гутиерес (2001)[2]
- История на сефарадските евреи. От Толедо до Солун – от Естер Бенбаса и Арон Родриг (2003)
- Градът на зверовете – от Исабел Алиенде (2004)
- Гората на пигмеите – от Исабел Алиенде (2006)
- Мръсна хаванска трилогия – от Педро Хуан Гутиерес (2007)
- Кралят на Хвана – от Педро Хуан Гутиерес (2008)
- Тропическо животно – от Педро Хуан Гутиерес (2009)
- Ягода и шоколад – от Сенел Пас (2010)
- Всички си тръгват – от Уенди Гера (2010)
- Креативността – от Луис Басат (2016)

### Документалистика
- Отвъд утопиите (2000) – интервюта
- Споделеното и премълчаното: 10 интервюта, 10 години след 10 ноември 1989 година (2000)
- Протестиращият човек. Факт и фикция (2014)
- Непознатият друг (2016)

### Екранизации
- 1988 Стената (документален филм)
- 1989 Меги (идеен синопсис за игрален филм, базиран на документалния филм "Стената")
- 1993 Раздвоеното сърце (късометражен игрален филм, по мотиви от действителни случаи)